# رودری (بازیکن فوتبال، زاده ۱۹۷۱)
رودری (انگلیسی: Rodri؛ زادهٔ ۲۸ ژانویهٔ ۱۹۷۱) بازیکن فوتبال اهل اسپانیا است.